# 브를라드

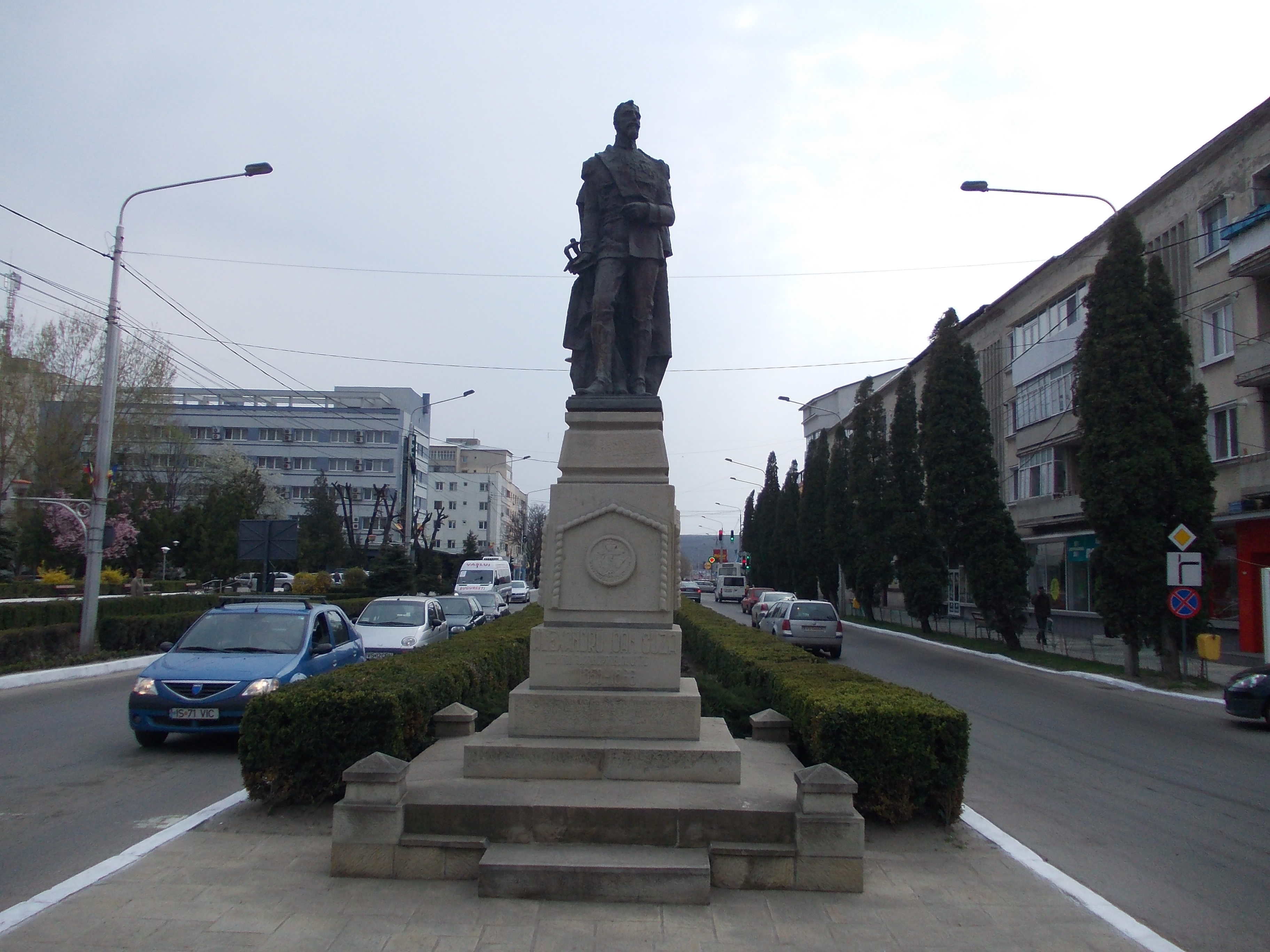
브를라드에 위치한 알렉산드루 이오안 쿠자 동상

브를라드(루마니아어: Bârlad)는 루마니아 바슬루이 주에 위치한 도시로 인구는 78,633명(2002년 기준)이며 브를라드 강과 접한다.

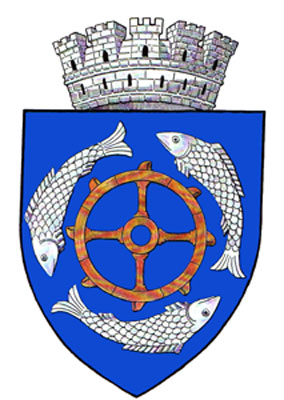
시 문장